# Kozák Danuta
Kozák Danuta (Budapest, 1987. január 11. –) hatszoros olimpiai, tizenötszörös világ- és tizenhétszeres Európa-bajnok magyar kajakozó, a legtöbb olimpiai aranyérmet nyert magyar női kajakos. Hat olimpiai bajnoki címével a legeredményesebb magyar női sportoló az ötkarikás játékok történetében. Édesanyja révén félig lengyel származású.
2016-ban a kajak egyes 500 méteres versenyszámában elért győzelmével az első magyar kajakozó lett, aki négy aranyérmet nyert az olimpiai játékokon, valamint Magyarország 500. érmét szerezte az olimpiai játékok történetében.

## Sportpályafutása
1996-ban a KSI-ben kezdett kajakozni. 2002-ben ezüstérmes volt az ifjúsági Európa-bajnokságon. 2003-ban az ifjúsági világbajnokságon két aranyérmet nyert. A következő évben egyesben és párosban is ifjúsági Európa-bajnok lett. 2005-ben a két egyes számban lett ifi világbajnok. 2006-ban az U23-as Európa-bajnokságon két ezüstérmet nyert 500 méteren. Egyesben negyedik lett. 2007-ben bekerült az Európa-bajnokságon induló válogatottba. A kontinens bajnokságon Szabó Gabriellával K2 1000 méteren első lett. A vb-n ugyanez az egység ugyanezen a távon bronzérmet szerzett. Az U23-as Eb-n kettes 1000 méteren és egyes 500-on lett első. K2 500 méteren második volt. 2008-ban K4 200 és K2 500 méteren első lett az Európa-bajnokságon. K4 500-on második volt. Májusban távozott edzője, Fábiánné Rozsnyói Katalin csoportjából. Az olimpián négyesben ezüstérmes volt.
Az olimpia után a Bp. Honvédhoz igazolt, edzője Csipes Ferenc lett. 2009-ben Szabóval K2 500 méteren lettek Európa legjobbjai. A váltóval ezüstérmet szerzett. A világbajnokságon K4 500 és K2 500 méteren első lett. 2010-ben egyes 500 méteren Európa-bajnok, négyesben ezüstérmes lett. A világbajnokságon párosban világbajnok volt. A következő évben az Eb-n K1 500 és K2 200 (Kovács Katalin) méteren első, K4 500 méteren második, K1 200 méteren kilencedik volt. A szegedi világbajnokságon K4 500 és K2 200 méteren első, K1 500-on második, váltóban harmadik volt. Az év végén az év magyar kajakozónőjének választották. 2012-ben K1-ben második, K4-ben harmadik lett az Európa-bajnokságon. Az olimpián egyesben és négyesben szerepel.
A 2012-es londoni olimpián az 500 méteres kajak négyesben, majd ugyanilyen távon egyesben is aranyérmet szerzett. 2012 novemberében bejelentette, hogy távozik a Honvédtól, mivel klubja nem támogatta Kozák edzőváltással kapcsolatos elképzeléseit. 2013 januárjában az Újpesti TE-hez igazolt, ahol párjával, Somogyi Bélával kezdte meg a felkészülést.
A 2013-as Európa-bajnokságon K4-ben (Kárász, Kovács, Janics) arany-, K1 500 méteren ezüstérmes lett, a duisburgi világbajnokságon 3 aranyéremmel – K1 500, K4 500 (Szabó, Vad, Fazekas), K1 4 × 200 (Dusev-Janics, Vad, Fazekas) – a világbajnokság legeredményesebb résztvevője lett. (2013-ban egyúttal megszerezte kertészmérnöki diplomáját a Budapesti Corvinus Egyetemen.) A 2014-es gyorsasági kajak-kenu Európa-bajnokságon K1 200 méteren, K1 500 méteren és K4 500 méteren (Szabó, Kárász, Vad) aranyérmet szerzett. A 2014-es gyorsasági kajak-kenu világbajnokságon K1 200 méteren 6., egyes és négyes 500 méteren első helyen végzett. A 2015. évi Európa-játékokon egyes 200 méteren bronz-, egyes 500 méteren és négyes 500 méteren (Szabó, Kárász, Vad) aranyérmes lett. A 2015-ös gyorsasági kajak-kenu világbajnokságon K2 500 méteren (Szabó) első, K4 500 méteren (Szabó, Fazekas, Kárász) második helyezést ért el. A 2016-os gyorsasági kajak-kenu Európa-bajnokságon a három 500 méteres távon aranyérmes lett. A 2016-os riói olimpián K2 500 m-en Szabó Gabriellával párban olimpiai bajnoki címet szerzett, majd két nap múlva K1 500 m-en megvédte olimpiai bajnoki címét. A kajak négyes Szabó Gabriella, Kozák Danuta, Fazekas-Zur Krisztina, Csipes Tamara összetételű csapat tagjaként 500 méteren is olimpiai bajnokságot nyert, így három aranyérmet szerzett a riói olimpián, ami a magyar olimpiai csapat nyolcadik aranyérme lett.
2016 decemberében bejelentette, hogy gyermeket vár. 2017. június 21-én megszületett Zora lánya. 2018 júniusában indult újra versenyen. A 2018-as világbajnokságon 500 méter egyesben, párosban és négyesben is aranyérmet szerzett.
2021 januárjában a Ferencvárosi TC versenyzője lett.
A koronavírus-járvány miatt 2021-re halasztott tokiói olimpián kajak kettes 500 méteren bronzérmet szerzett Bodonyi Dórával, kajak egyes 500 méteren pedig 4. helyen végzett. A kajak négyessel aranyérmet szerzett, és hatodik olimpiai aranyérmével a legeredményesebb magyar női sportoló lett az olimpiai játékok történetében.
2022 márciusában bejelentette, hogy egy sérülés miatti rehabilitáció valamint állólépesség-fejlesztés miatt ebben az évben nem indul versenyeken. Májusban megoperálták a könyökét. Októberben nyilvánosságra hozta, hogy második gyermekét várja, aki 2023 márciusában született meg. 2024 májusában, egy válogatóversenyen indult újra versenyen.

## Díjai, elismerései
- A Magyar Köztársasági Érdemrend lovagkeresztje (2008)
- Junior Prima díj (2008)
- Az év KSI-s sportolója (2008)
- Az év magyar kajakozója (2011, 2012, 2013, 2014,[24] 2016,[25] 2018,[26] 2019[27])
- A magyar kajak-kenu örökös bajnoka (2011)
- Az év magyar sportolónője választás, második helyezett (2011, 2012, 2014[28])
- A Magyar Érdemrend tisztikeresztje (2012)
- Budapest díszpolgára (2012)
- Az év magyar csapata választás második helyezettje (női kajak négyes) (2012)
- Újpest díszpolgára (2016)[29]
- A Magyar Érdemrend középkeresztje a csillaggal (2016)[30]
- MOB Nők Sportjáért díj (2017)[31]
- Prima díj (2018)[32]
- Az év magyar női sportolója (2018)[33]
- Magyar Örökség díj (2018)[34]
- A Magyar Érdemrend nagykeresztje (2021)[35]
- Nevét viseli az 546275 Kozák kisbolygó.[36]